# Feiver Mercado
Feiver Mercado (Galapa, Atlántico, 1 de junio de 1990) es un futbolista colombiano que juega como delantero y actualmente se encuentra en Boca Juniors de Cali de la Categoría Primera B.

## Trayectoria
Su primer gol lo marcó jugando para el Deportes Quindio en el Estadio Manuel Murillo Toro contra el Deportes Tolima en el minuto 65 el día 12 de julio de 2009.
Su mejor campaña la registro jugando para el Universitario de Popayán donde anotó más de 30 goles, lo que le valió para llegar al América de Cali donde celebró el tan anhelado ascenso en el 2016.
En la campaña 2017 logró anotar con Cortuluá (16 goles) en la fase de todos contra todos, convirtiéndose en el máximo anotador en esta etapa del torneo colombiano. Sin embargo, su equipo no solo no logró clasificar a la fase de Play Offs sino que además ocupó la última posición en la tabla. Ya para la temporada 2018 en la segunda división lógico ser el máximo anotador del torneo (27 goles) aunque no les serviría para alcanzar el ascenso.

### Deportivo Cali
En enero de 2019 es confirmado como nuevo jugador del Deportivo Cali de la Categoría Primera A. El 14 de febrero entraría en las páginas doradas del equipo azucarero al anotar el gol más rápido en la historia de este, ocurrió en el Estadio Deportivo Cali enfrentando al Deportes Tolima cuando anotará apenas a los 11 segundos del pitazo inicial. El 31 de julio marca el gol de la victoria por la mínima sobre Real San Andrés por la Copa Colombia 2020. El 6 de octubre es la figura del clásico caleño al marcar doblete en la victoria 3 por 2 sobre América de Cali, el 2 de noviembre marca el gol del empate a dos goles contra Independiente Medellín siendo su último gol con el azucarero.

### Deportivo Pasto
En enero de 2020 se confirma como nuevo jugador del Deportivo Pasto. Debuta el 26 de enero en la victoria 2 por 1 como visitantes ante Millonarios FC. Su primer gol lo marca el 6 de febrero en la goleada 4 por 0 sobre el Atlético Bucaramanga.

## Clubes
| Club                  | País      | Año       |
| --------------------- | --------- | --------- |
| Deportes Quindío      | Colombia  | 2008-09   |
| Centauros             | Colombia  | 2010-11   |
| Universitario Popayán | Colombia  | 2012-14   |
| América de Cali       | Colombia  | 2015-16   |
| Cortuluá F. C.        | Colombia  | 2017-18   |
| Deportivo Cali        | Colombia  | 2019      |
| Deportivo Pasto       | Colombia  | 2020      |
| Cortuluá F. C.        | Colombia  | 2021-22   |
| Deportivo Malacateco  | Guatemala | 2023      |
| Jaguares de Córdoba   | Colombia  | 2023      |
| Boca Juniors de Cali  | Colombia  | 2024-act. |

## Estadísticas
- Actualizado al 3 de octubre de 2022.

| Club                             | Div.                | Temporada           | Liga  | Liga  | Copa Nacional | Copa Nacional | Copa Internacional | Copa Internacional | Total | Total | Prom. · |
| Club                             | Div.                | Temporada           | Part. | Goles | Part.         | Goles         | Part.              | Goles              | Part. | Goles | Prom. · |
| -------------------------------- | ------------------- | ------------------- | ----- | ----- | ------------- | ------------- | ------------------ | ------------------ | ----- | ----- | ------- |
| Deportes Quindío · Colombia      | 1.ª                 | 2008                | 6     | 0     | 2             | 0             | —                  | —                  | 8     | 0     | 0,00    |
| Deportes Quindío · Colombia      | 1.ª                 | 2009                | 8     | 1     | 4             | 3             | —                  | —                  | 12    | 3     | 0,25    |
| Deportes Quindío · Colombia      | Total club          | Total club          | 14    | 1     | 6             | 3             | 0                  | 0                  | 20    | 3     | 0,15    |
| Centauros · Colombia             | 2.ª                 | 2010                | 25    | 3     | 2             | 1             | —                  | —                  | 27    | 4     | 0,15    |
| Centauros · Colombia             | 2.ª                 | 2011                | 32    | 6     | 4             | 2             | —                  | —                  | 36    | 8     | 0,22    |
| Centauros · Colombia             | Total club          | Total club          | 57    | 9     | 6             | 3             | 0                  | 0                  | 63    | 12    | 0,19    |
| Universitario Popayán · Colombia | 2.ª                 | 2012                | 32    | 6     | 7             | 1             | —                  | —                  | 39    | 7     | 0,18    |
| Universitario Popayán · Colombia | 2.ª                 | 2013                | 21    | 4     | 4             | 1             | —                  | —                  | 25    | 5     | 0,20    |
| Universitario Popayán · Colombia | 2.ª                 | 2014                | 34    | 22    | 8             | 1             | —                  | —                  | 42    | 23    | 0,55    |
| Universitario Popayán · Colombia | Total club          | Total club          | 87    | 32    | 19            | 3             | 0                  | 0                  | 106   | 35    | 0,33    |
| América de Cali · Colombia       | 2.ª                 | 2015                | 22    | 5     | 6             | 4             | —                  | —                  | 28    | 9     | 0,32    |
| América de Cali · Colombia       | 2.ª                 | 2016                | 20    | 6     | 5             | 1             | —                  | —                  | 25    | 7     | 0,28    |
| América de Cali · Colombia       | Total club          | Total club          | 42    | 11    | 11            | 5             | 0                  | 0                  | 53    | 16    | 0,30    |
| Cortuluá · Colombia              | 1.ª                 | 2017                | 37    | 16    | 1             | 0             | —                  | —                  | 38    | 16    | 0,44    |
| Cortuluá · Colombia              | 2.ª                 |                     |       |       |               |               |                    |                    |       |       |         |
| Cortuluá · Colombia              | 2018                | 32                  | 27    | 4     | 1             | —             | —                  | 36                 | 28    | 0,86  |         |
| Cortuluá · Colombia              | 2021                | 24                  | 11    | 1     | 1             | —             | —                  | 21                 | 12    | 0,57  |         |
| Cortuluá · Colombia              | 1.ª                 | 2022                | 21    | 3     | 2             | 0             | —                  | —                  | 23    | 3     | 0,08    |
| Cortuluá · Colombia              | Total club          | Total club          | 114   | 57    | 8             | 2             | 0                  | 0                  | 122   | 59    | 0,58    |
| Deportivo Cali · Colombia        | 1.ª                 | 2019                | 39    | 9     | 8             | 2             | 2                  | 0                  | 49    | 11    | 0,22    |
| Deportivo Cali · Colombia        | Total club          | Total club          | 39    | 9     | 8             | 2             | 2                  | 0                  | 49    | 11    | 0,22    |
| Deportivo Pasto · Colombia       | 1.ª                 | 2020                | 18    | 5     | 1             | 0             | 2                  | 0                  | 21    | 5     | 0,23    |
| Deportivo Pasto · Colombia       | Total club          | Total club          | 18    | 5     | 1             | 0             | 2                  | 0                  | 21    | 5     | 0,23    |
| Total en su carrera              | Total en su carrera | Total en su carrera | 304   | 119   | 46            | 18            | 4                  | 0                  | 325   | 137   | 0,33    |

### Hat-tricks
| 1 | 29 de febrero de 2016 | Estadio Francisco Rivera Escobar, Palmira | Orsomarso SC - América de Cali |  | 1 - 5 | Categoría Primera B |

## Palmarés

### Campeonato Nacionales
| Título    | Club            | País     | Año  |
| --------- | --------------- | -------- | ---- |
| Primera B | América de Cali | Colombia | 2016 |

### Distinciones individuales
| Título                                                            | Club                     | Año                       |
| ----------------------------------------------------------------- | ------------------------ | ------------------------- |
| Goleador histórico (35 tantos)                                    | Universitario de Popayán | 2014                      |
| Más partidos disputados (106 encuentros)                          | Universitario de Popayán | 2014                      |
| Goleador Primera B 2018 (27 tantos)                               | Cortuluá                 | 2018                      |
| Anotador del gol más rápido en la historia del club (10 segundos) | Deportivo Cali           | Récord vigente desde 2019 |
| Tercer goleador histórico (82 goles) de la Primera B              |                          | Récord vigente desde 2021 |

## Anexos
- Anexo:Máximos goleadores de la Categoría Primera B